# Raadhuis van Bazel

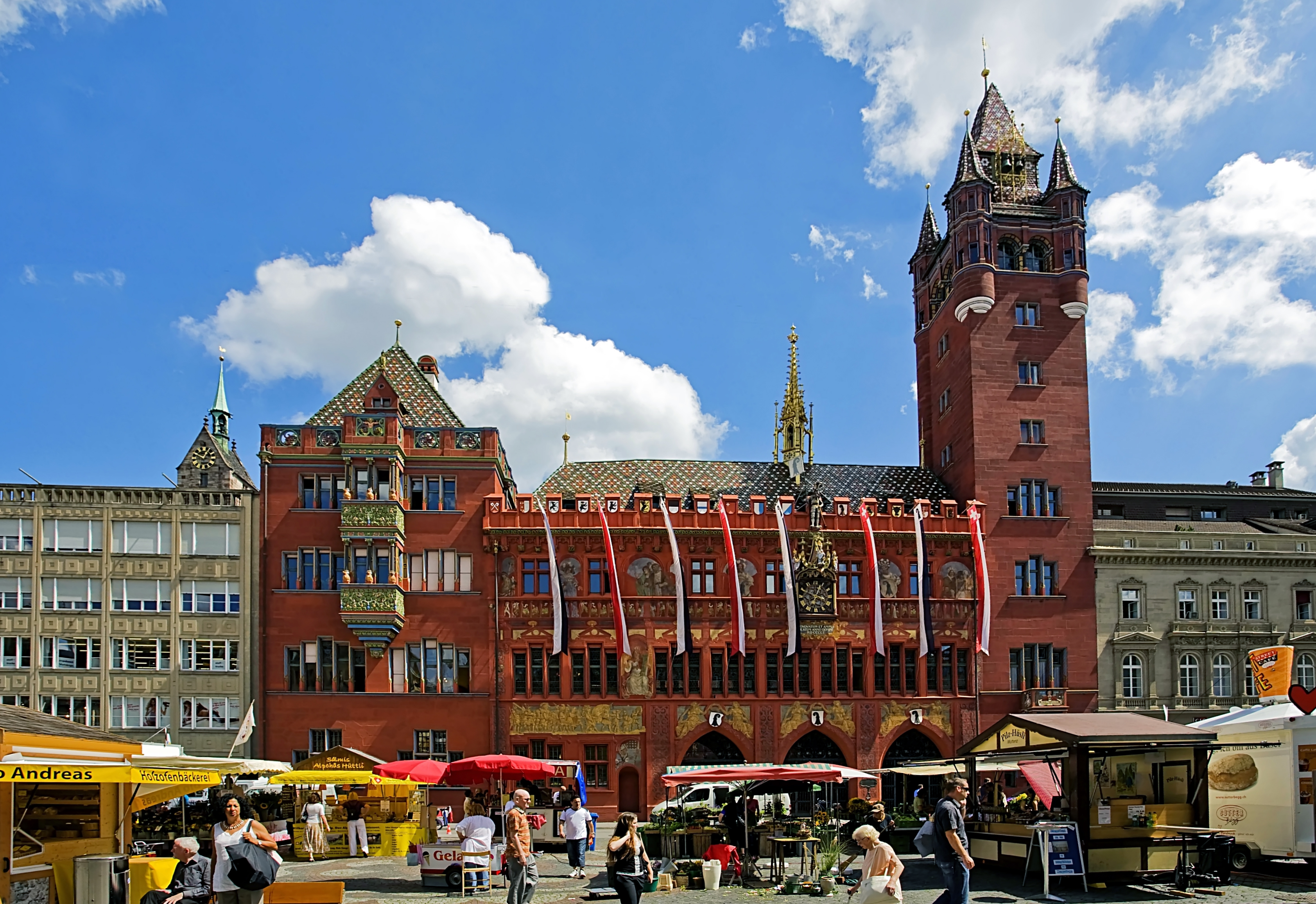
Het Raadhuis van Bazel

Het Raadhuis van Bazel (Duits: Basler Rathaus, lokaal aangeduid als Roothuus) is een gebouw aan de Marktplatz in de Zwitserse stad Bazel. Het raadhuis wordt als vergaderruimte van zowel de regering als het parlement van halfkanton Basel-Stadt gebruikt.

## Geschiedenis[2]
De aardbeving van 1356 vernielde een voorloper van het raadhuis waarna een tijdelijk gebouw, het Paleis der Heren de functie overnam. Bij de toetreding tot de Confederatie in 1501 wilde men de stad wat meer allure aanmeten waardoor de raad in 1503 besliste om een nieuwbouw te plaatsen aansluitend aan het oude paleis. Dit facade-gebouw in laat-gotische stijl bevat drie grote poorten die toegang verschaften tot de achterliggende gebouwen. Het bevat ook een uurwerk uit 1511 waarbij het keizerpaar Heinrich en Kunigunde zijn afgebeeld met te midden van hen Vrouw Justitia. De werkzaamheden liepen tussen 1504 en 1514. 
Tussen 1517 en 1521 werd het achterliggende Paleis der Heren vergroot met de Grote raadzaal. 
Aangrenzend werd aan de noordzijde het gebouw uitgebreid tussen 1606 en 1608. Om een uniforme voorgevel te hebben werden elementen gecopiereerd van het oudere raadhuis.
Bij de heraanleg van het marktplein (1899-1901) werd het gebouw aangevuld met een torengebouw aan de zuidzijde en een extra vleugel aan de noordzijde. Beide gebouwen zijn in neo-renaissancestijl. Het torengebouw bevat een aankondigingsbalkon. 

### Overzicht

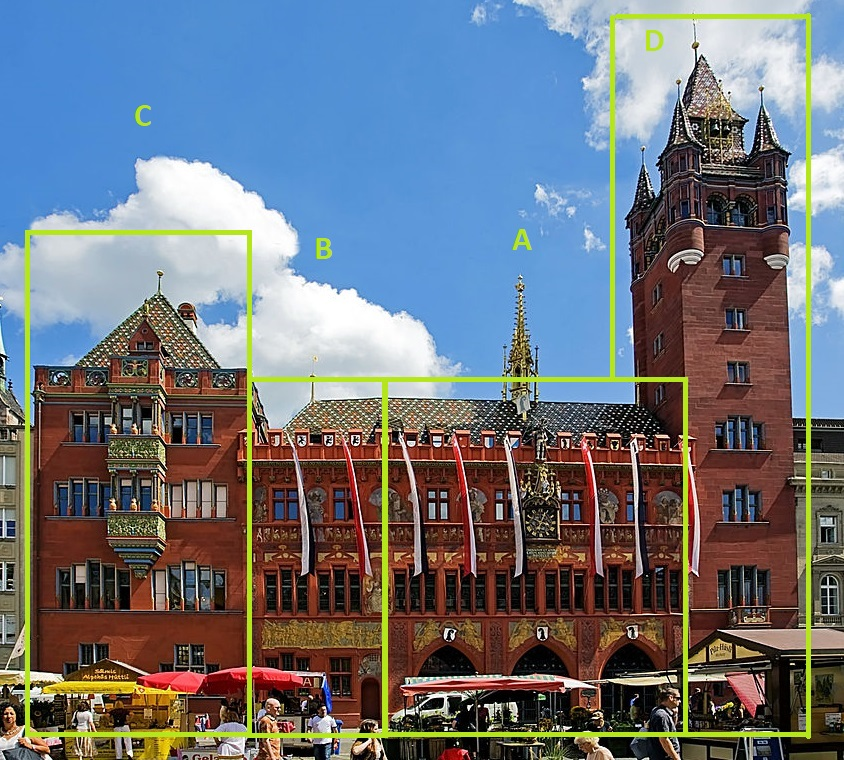
Raadhuis opbouw

- Voorgebouw (1504-1514) A
- Aanbouw (1606-1608) B
- Aanbouw (1899-1901) C
- Torengebouw (1899-1901) D

## Afbeeldingen

Rond 1890 nog geflankeerd door 2 woningen.
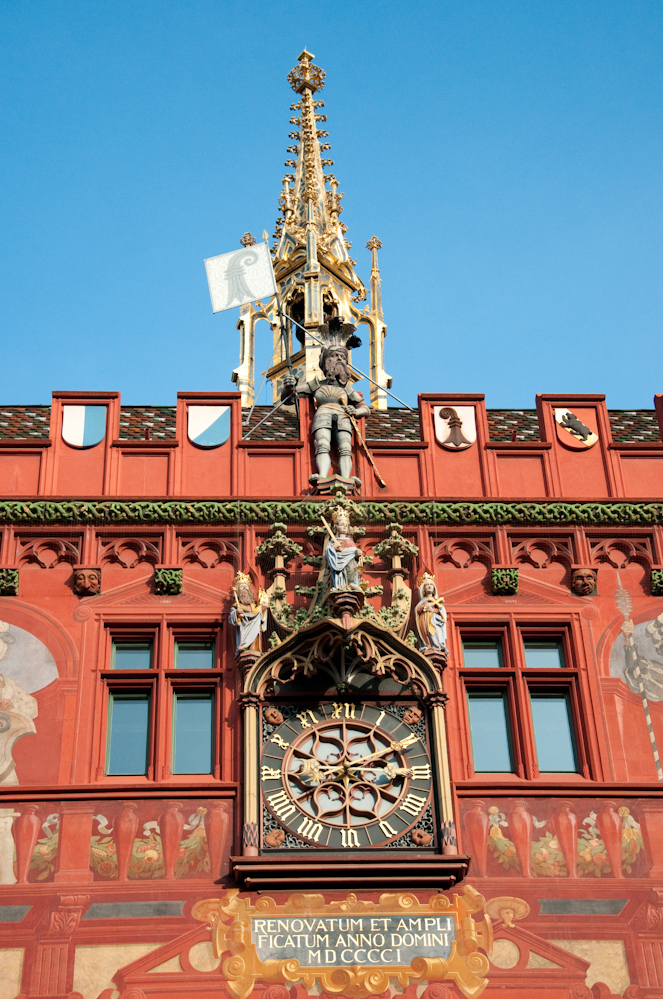
Uurwerk uit 1511 met afbeeldingen van het keizerpaar en Justitia